# RC Dragon Brno
RC Dragon Brno – dawny czechosłowacki, a obecnie czeski klub rugby z siedzibą w Brnie, dwukrotny mistrz Czechosłowacji oraz mistrz Czech z 2000 roku.
Męska drużyna obecnie występuje w czeskiej Extralidze.

## Historia
Klub został założony w 1946 r. i już po czterech latach zdobył swoje pierwsze mistrzostwo Czechosłowacji jako pierwsza drużyna spoza Pragi. W 1953 r. w związku z reorganizacją sportu w Czechosłowacji ówczesny klub Spartak Zbrojovka Brno został podzielony na dwa: kontynuującego tradycję klubu Spartaka oraz Slavię VŠ Brno (obecny RC Bystrc). Od lat sześćdziesiątych drużyna odbywa zagraniczne tournée, podczas których odwiedziła takie kraje jak Rumunia, Jugosławia, Włochy, Wielka Brytania, Związek Radziecki, Francja, Szwecja, Polska, Irlandia czy Węgry. Stadion, na którym zespół występuje od 1969 roku, na początku XXI wieku przeszedł generalny remont.

### Historyczne nazwy klubu
- 1946–1950 Sokol Brno I
- 1951–1952 Sokol Zbrojovka Brno
- 1953 Spartak Zbrojovka Brno
- 1954–1968 Spartak ZJŠ Brno
- 1969–1990 TJ Zbrojovka Brno
- 1991–1993 RC Dragon Brno
- 1993–2002 RC Dragon – RealSpektrum Brno
- od 2002 RC Dragon Brno

### Prezesi klubu
- 1946–1948 Josef Andrle
- 1949–1951 Vítězslav Kozák
- 1952–1955 Miroslav Jaroš
- 1956–1968 Rostislav Ille
- 1969–1970 Petr Giacintov
- 1971–1972 Bohumil Vašíček
- 1973–1987 Petr Giacintov
- 1988–1993 Jaromír Hanzl
- 1994–1996 František Vlk
- 1997 Jan Kostelka

### Trenerzy klubu
- 1946–1948 Jiří Náprstek
- 1949 Viktor Šťastný
- 1950–1951 Jiří Náprstek
- 1952 Viktor Šťastný
- 1953–1955 Jiří Náprstek
- 1956–1963 Oldřich Pazdera
- 1964 Ladislav Baloun
- 1964–1973 Viktor Šťastný
- 1974 Vítězslav Smrž
- 1975–1987 Viktor Šťastný
- 1987–1990 Milan Buryánek, Jiří Šťastný
- 1990–1993 Milan Buryánek, Vítězslav Dosedla
- 1993–2002 Jiří Šťastný, Břetislav Vlk
- 2003–2006 Jiří Šťastný, Břetislav Vlk, Milan Buryánek
- 2006 Zdenek Zapletal, Karel Trojan
- 2007 Zdenek Zapletal, Břetislav Vlk mł.
- 2008–2009 Jiří Šťastný, Milan Buryánek
- 2010–2011 Jiří Šťastný, Zdenek Zapletal, Karel Trojan

## Sukcesy
- Mistrzostwo Czech (1):  2000
- Mistrzostwo Czechosłowacji (2):  1950, 1965
- Wicemistrzostwo Czech (1):  1996
- Wicemistrzostwo Czechosłowacji (4):  1962, 1986, 1988, 1991
- Puchar Czech (1): 2000